# André Rouyer
Pour les articles homonymes, voir Rouyer.
André Rouyer, de son vrai nom André Rouillé, est un acteur français né le 20 juin 1929 à Argentan et mort le 29 janvier 1994 à Gif-sur-Yvette.

## Filmographie

### Cinéma
- 1956 : Pardonnez nos offenses de Robert Hossein
- 1963 : Le Concerto de la peur de José Bénazéraf
- 1964 : Angélique, Marquise des anges de Bernard Borderie : Clément Tonnelle
- 1964 : Le Vampire de Düsseldorf de Robert Hossein
- 1965 : La Tête du client de Jacques Poitrenaud : Le gardien de prison
- 1965 : La Métamorphose des cloportes de Pierre Granier-Deferre
- 1966 : Tendre Voyou de Jean Becker : Un turfiste
- 1967 : Mise à sac d'Alain Cavalier : Rotenbach
- 1969 : La Horse de Pierre Granier-Deferre
- 1969 : Le Temps des loups de Sergio Gobbi
- 1970 : Le Dernier Saut de Édouard Luntz : Salvade
- 1970 : Point de chute de Sergio Gobbi
- 1970 : Le Distrait de Pierre Richard : L'habitant de Sarcelles
- 1970 : Le Chat de Pierre Granier-Deferre : délégué syndical
- 1970 : Justine de Sade de Claude Pierson : Antonin
- 1971 : Le Saut de l'ange d'Yves Boisset : Rigaux, un officier de police
- 1971 : Chronique d'un couple de Roger Coggio
- 1971 : La Veuve Couderc de Pierre Granier-Deferre : Un gendarme
- 1971 : Coup pour coup de Marin Karmitz
- 1971 : Un cave de Gilles Grangier
- 1971 : L'Humeur vagabonde d'Édouard Luntz : Cazal
- 1972 : Les Feux de la Chandeleur de Serge Korber
- 1972 : L'Attentat d'Yves Boisset
- 1972 : Décembre de Mohammed Lakhdar-Hamina : L'aumônier
- 1972 : R.A.S. d'Yves Boisset
- 1972 : Le Complot de René Gainville : L’indicateur, ingénieur sorti de Centrale .
- 1973 : Mourir tranquille (Zahltag) d'Hans Noever
- 1973 : Le Train de Pierre Granier-Deferre : Le mécanicien
- 1973 : Défense de savoir de Nadine Trintignant
- 1973 : Deux hommes dans la ville de José Giovanni : Le capitaine des C.R.S.
- 1974 : Die Ameisen kommen de Jochen Richter
- 1974 : Le Fantôme de la liberté de Luis Buñuel : Le brigadier
- 1974 : Le Futur aux trousses de Dolorès Grassian
- 1974 : Le Mâle du siècle de Claude Berri
- 1975 : Maîtresse de Barbet Schroeder : Mario
- 1975 : Je suis Pierre Rivière de Christine Lipinska : Le juge d'instruction
- 1976 : Violette et François de Jacques Rouffio : Le vigile du premier grand magasin
- 1976 : La Question de Laurent Heynemann : Capitaine Lavisse
- 1976 : Pour Clémence de Charles Belmont
- 1977 : L'Imprécateur de Jean-Louis Bertuccelli : Rumin, le délégué syndical
- 1977 : Le Chien de M. Michel de Jean-Jacques Beineix (court-métrage)
- 1978 : Le Beaujolais nouveau est arrivé de Jean-Luc Voulfow : le contremaître
- 1979 : Le Mors aux dents de Laurent Heynemann
- 1979 : Tout dépend des filles de Pierre Fabre : Le patron bord de mer
- 1979 : La Bande du Rex de Jean-Henri Meunier : Inspecteur Robert
- 1981 : La Gueule du loup de Michel Léviant : Un inspecteur
- 1982 : Le Démon dans l'île de Francis Leroi : Georges Cotier
- 1984 : Le Thé à la menthe d'Abdelkrim Bahloul : L'agent de police (Place de la Concorde)
- 1985 : Le Transfuge de Philippe Lefebvre
- 1985 : Le Voyage à Paimpol de John Berry : Le père de Maryvonne
- 1987 : La Maison assassinée de Georges Lautner : Didon Pujol

### Télévision
- 1956 : En votre âme et conscience, épisode : L'Affaire Prado de Jean Prat et Claude Barma
- 1957 : En votre âme et conscience : L'Affaire Lacenaire de Jean Prat
- 1961 : Le Temps des copains de Robert Guez : un agent de police (ép. 5) / un livreur (ép. 19 : non crédité)
- 1967 : Salle n° 8 de Robert Guez et Jean Dewever : le garçon de salle remplaçant (ép. 29)
- 1980 : La Traque, de Philippe Lefebvre
- 1982 : Messieurs les jurés "L'Affaire Mérard" d'André Michel : André Mérard, l'accusé
- 1982 : Les Cinq Dernières Minutes de Jean Chapot, La tentation d'Antoine
- 1983 : Les Cinq Dernières Minutes (épisode Meurtre sans pourboire) série télévisée de Jean Chapot
- 1987 : Les Cinq Dernières Minutes : Mort d'Homme de Joannick Desclers
- 1993 : L'Instit, épisode 1-02, Le mot de passe, de Jean-Louis Bertuccelli : Sarlat

## Théâtre
- 1955 : Venise sauvée de Morvan Lebesque, mise en scène René Lafforgue, Festival International d'Art Dramatique au Théâtre Hébertot
- 1957 : Vous qui nous jugez de et mise en scène Robert Hossein, Théâtre de l'Œuvre
- 1961 : Woyzeck de Georg Büchner, mise en scène Rafael Rodríguez, Théâtre du Vieux-Colombier
- 1961 : Le Christ recrucifié de Níkos Kazantzákis, mise en scène Marcelle Tassencourt, Théâtre Montansier
- 1962 : Le Christ recrucifié de Níkos Kazantzákis, mise en scène Marcelle Tassencourt, Odéon-Théâtre de France
- 1963 : Andromaque de Racine, mise en scène Marcelle Tassencourt, Théâtre Montparnasse
- 1968 : L'étoile devient rouge de Seán O'Casey, mise en scène Pierre Valde, Théâtre de Colombes
- 1968 : Homme pour homme de Bertolt Brecht, mise en scène Jean-Pierre Dougnac, Théâtre du Midi
- 1968 : La Naissance d'Armand Gatti, mise en scène Roland Monod
- 1978 : Almira de Pierre-Jean de San Bartholomé, mise en scène de l'auteur, Espace Pierre Cardin